# Pflugern (Gemeinde Liebenfels)
Pflugern ist eine Ortschaft in der Gemeinde Liebenfels im Bezirk Sankt Veit an der Glan in Kärnten (Österreich). Die Ortschaft hat 30 Einwohner (Stand 1. Jänner 2024). Sie liegt zur Gänze auf dem Gebiet der Katastralgemeinde Sörg.

## Lage
Die Ortschaft liegt im Südwesten des Bezirks Sankt Veit an der Glan, in den Wimitzer Bergen, an einem nach Südwesten hin abfallenden Hang unterhalb der Pflugernhöhe, nördlich der Ortschaft Sörg. Die zur Streusiedlung gehörenden Häuser sind teils von der von Sörg nach Hart führenden Straße aus, teils von dem von Sörg auf den Schneebauerberg führenden Güterweg aus zu erreichen. Zum Ort zählen unter anderem die Höfe Hauser (Nr. 1), Urban (Nr. 2), Pöckl (Nr. 3), Wiggis (Nr. 4) und Plattenbauerkeusche (Nr. 5).

## Geschichte
1459 wird Phluegarnn (= bei den Pflügern; vergleiche auch den Namen des südlich benachbarten Ortes Pflausach) urkundlich erwähnt.
In der Steuergemeinde Sörg gelegen, war der Ort in der ersten Hälfte des 19. Jahrhunderts Teil des Steuerbezirks Gradenegg. Bei Bildung der Ortsgemeinden im Zuge der Reformen nach der Revolution 1848/49 kam der Ort zunächst zur Gemeinde Glantschach und 1875 zur Gemeinde Sörg. Seit der Fusion der Gemeinden Sörg und Liebenfels 1973 gehört Pflugern zur Gemeinde Liebenfels.

## Bevölkerungsentwicklung
Für die Ortschaft zählte man folgende Einwohnerzahlen:
- 1869: 6 Häuser, 59 Einwohner[4]
- 1880: 6 Häuser, 51 Einwohner[5]
- 1890: 6 Häuser, 53 Einwohner[6]
- 1900: 6 Häuser, 42 Einwohner[7]
- 1910: 6 Häuser, 49 Einwohner[8]
- 1923: 6 Häuser, 41 Einwohner[9]
- 1934: 38 Einwohner[10]
- 1961: 7 Häuser, 49 Einwohner[11]
- 2001: 11 Gebäude (davon 9 mit Hauptwohnsitz) mit 13 Wohnungen; 38 Einwohner und 1 Nebenwohnsitzfall; 10 Haushalte; 1 Arbeitsstätte, 5 land- und forstwirtschaftliche Betriebe[12]
- 2011: 11 Gebäude, 32 Einwohner, 9 Haushalte, 2 Arbeitsstätten[13]
- 2021: 12 Gebäude, 28 Einwohner, 11 Haushalte, 1 Arbeitsstätte[14]